# 에밀 놀데
에밀 놀데(Emil Nolde, 1867년 8월 7일 ~ 1956년 4월 13일)는 독일의 화가이다. 본래의 성은 한젠으로 에밀 한젠이 본명이다. 그는 최초의 표현주의 화가 중 한 명이다.

## 생애
1867년 북독일의 노르트시레스비히의 농가에서 태어났고, 그가 성을 바꾸게 된 것은 이 북방의 고향에 연유되며, 1901년인 34세에야 미술에 전념하려는 결심을 하였던 것이다. 본래 그는 공예를 배워 1892년 스위스의 산크트 가렌 공업학교의 교직에 있었다. 그 곳에서 그린 알프스산의 의인화가 호평을 받아 화가수업의 자금을 얻을 수가 있었다. 1898년 교직을 사임하고 뮌헨·파리·코펜하겐 등지로 유학하면서 인상주의 스타일을 익혔다. 닷하우의 자연파에 접근한 것도 이 시기이다. 성을 바꾼 경위에서도 알 수 있듯이 놀데는 북방의 풍토를 사랑하여 스스로 향토화가라 자칭했고, 북변(北邊)의 황량한 풍토화와 범신론적인 종교화에 대한 애호(愛好)는 점차 그를 인상파와는 정반대의 길로 이끌어 갔다.
1909년 그의 종교화 《성령강림제》가 인상파적인 베를린 분리파 미술전에서 거부당하자, 그는 공개적인 질문장을 제출하여 이에 반론을 펴고 분리파와 인연을 끊었다. 이보다 먼저 드레스덴에서 개최한 그의 개인전에 찬사를 보낸 브뤼케파의 화가나, 분리파 가운데서도 혁신적인 신세대는 이 사건을 계기로 놀데를 표현주의의 맹장(猛將)으로 추앙하였다.
제1차 세계 대전 직전에 놀데는 시베리아를 거쳐 동양을 여행하고, 더 나아가 동남아시아에 와서 원시예술을 접하였다. 그는 원시예술의 단순 소박한 형식 가운데에 화려하고 기괴한 생명력의 표현을 흡수하여, 그것을 그의 주요한 모티프인 가면과 인형에 관한 제작의 영양분으로 삼았다. 1937년 놀데의 작품은 나치스에 의하여 퇴폐예술이란 낙인이 찍힌다. 그는 북독일의 제뷔르에 은신하여 1956년 그 곳에서 죽을 때까지 절대로 자기 작품을 공개하려 하지 않았다.

## 참고 문헌
- 이 문서에는 다음커뮤니케이션(현 카카오)에서 GFDL 또는 CC-SA 라이선스로 배포한 글로벌 세계대백과사전의 내용을 기초로 작성된 글이 포함되어 있습니다.